# 라쿠텐심포니코리아
라쿠텐심포니코리아 주식회사 (영문: Rakuten Symphony Korea)는 글로벌 IT 기업 라쿠텐 모바일이 2021년 10월, 서울에 본사를 둔 스타트업 이스트몹(ESTmob)을 인수하며 설립되었다. 
이스트몹은 P2P 파일 전송 서비스 ‘Send Anywhere’의 기획, 개발, 운영사로 2012년 7월 설립되었다. 해당 서비스는 웹과 모바일 앱을 통해 최대 10GB까지 무료로 파일 전송이 가능하며,
2022년 기준 전 세계 230개국에서 5,000만 다운로드를 돌파하는 등 글로벌 사용자들에게 큰 사랑을 받고 있는 유틸리티 서비스이다.
인수 이후, 라쿠텐심포니코리아는 기존 기술력과 글로벌 인프라를 바탕으로 사업 영역을 확장하며, 
* 기업용 클라우드 스토리지 ‘Rakuten Drive’,
* 통합 커뮤니케이션 플랫폼 ‘Rakuten CPaaS (Communication Platform as a Service)’,
* AI 기반 공간 자동화 플랫폼 ‘Rakuten NEO’,
* 해양 사이버보안 솔루션 ‘Rakuten Maritime’ 등
다양한 B2B 솔루션을 출시해 디지털 혁신을 선도하는 글로벌 테크 기업으로 자리매김하고 있다.

## 개요
형태: 주식회사
창립: 2012-07-25
서비스: Send Anywhere, Rakuten Drive, Rakuten NEO, Rakuten Maritime
본사 소재지: 대한민국 서울특별시 서초구 사평대로368 중앙화촌빌딩 10층,11층
핵심 인물: 손승현(대표)
웹사이트: Send Anywhere (https://send-anywhere.com/ko/), Rakuten Drive (https://home.rakuten-drive.com/), Rakuten NEO (https://rakuten-neo.com/ko), Rakuten Maritime (https://rakuten-maritime.com/en)

## 설립 배경
오윤식은 “여러 디바이스에서 파일전송하는게 왜이렇게 어렵지?” 라는 의문을 품고 이스트소프트의 사내 벤처 공모 프로그램에서 파일전송 서비스 아이디어를 내 우승한 것을 계기로 2012년 이스트몹을 설립하고 SendAnywhere을 출시. 2019년에는 일본지사 주식회사 센디를 설립.

## 기술 연동
2015년 Samsung프린터와 MOU체결
2016년 Samsung갤럭시와 MOU체결
2018년 Naver와 MOU체결

## 자금 조달
이스트몹은 2014년 5월에 일본 최대 IT기업인 라쿠텐 벤처캐피탈 라쿠텐 벤처스에서 100만달러를 조달하였고 그후로도 2016년 1월에 600만달러, 2019년에는 300만달러를 조달해서 누적 1,000만달러를 조달.

## 연혁[1]
- 2012년 Estmob 설립 (본사), “Send Anywhere” 서비스 오픈

- 2013년 MAU 10만 달성

- 2014년 MAU 50만 달성, $100만 시드 펀딩을 유치 (라쿠텐 벤처스)[3]

- 2015년 MAU 100만 달성, Samsung 프린트와 MOU 체결

- 2016년 MAU 200만 달성, 안드로이드 500만 다운로드 돌파, Samsung Galaxy와 MOU체결 (갤럭시S7에 Sendy Anywhere기능을 탑재), $600만 투자금을 유치 (Rakuten Ventures)[4]

- 2017년 MAU 300만 달성, POLARIS Office와 API파트너 계약

- 2018년 MAU 350만 달성, 누적 다운로드 2,000만 돌파, Send Anywhere PLUS를 릴리스, Android 1,000만 다운로드 돌파, Naver와 MOU협약

- 2019년 일본 지사 주식회사 센디를 설립, Sendy 서비스 론칭, $3만 투자금을 유치(라쿠텐 벤처스), 누적 다운로드 3,000만 돌파

- 2020년 MAU 420만 달성, 'Sendy PRO' / 'Sendy Business' 출시

- 2021년 K 비대면 바우처 공급기업 선정, 일본 ASPIC 어워드에서 ASP & SaaS부문 수상, 라쿠텐 모바일에 피인수

- 2022년 라쿠텐 심포니 코리아 설립, 라쿠텐 내 최초의 독립된 클라우드 서비스, 일본 ITreview Grid 어워드에서 High-Performer상 수상, 센디 1백만 유저 돌파

- 2023년 센디의 라쿠텐 드라이브로 리브랜딩, 센드애니웨어 이메일 애드온 출시[6]

- 2024년 ISO 27001 정보보안시스템 / ISO 27017 클라우드 정보보호 관리시스템 인증 획득[7], 라쿠텐 네오[8], 라쿠텐 마리타임[9] 서비스 출시

- 2025년

라쿠텐 네오 - 2025 MWC의 GLOMO Award에서 ‘디지털 라이프를 위한 최고의 모바일 혁신 (Best Mobile Innovation for Digital Life)’ 부문 수상 [10]
라쿠텐 마리타임 - 일본해사협회(ClassNK)로부터 SC-P, TM 제품에 대한 혁신 인증 획득 [11]
라쿠텐 마리타임 - CLassNK와 공동 백서 발간 [12]